# アン・ナオ
『アン・ナオ』は、1997年10月1日から1998年3月25日まで中京テレビで放送された音楽バラエティ番組。放送時間は毎週水曜 24:50 - 25:20 (JST) 。

## 概要
毎回アメリカ・ロサンゼルスでロケを行っていた深夜番組で、アメリカ在住タレントのアン・ルイスと野沢直子がアメリカで活動する日本人の下を訪れてトークをする模様を放送していた。また、ミュージシャンにインタビューをするコーナーや、人気音楽ランキングのコーナーなども設けていた。中京テレビのみで放送されたローカル番組であるが、全編ロスでのロケという大胆な内容だった。
この番組の終了後、同水曜深夜枠はそれまで『すっぴんDNA』が放送されていた木曜深夜枠と入れ替えられた。結果、『すっぴんDNA』は以来水曜深夜枠で、このアン・ナオの後継番組である『ロスロケッ』は木曜深夜枠で放送されるようになった。

## 出演者

### 司会
- アン・ルイス
- 野沢直子

### ゲスト
- スクリーミング・マッド・ジョージなどが出演。